# Paedarium neotropicum
Paedarium neotropicum là một loài ruồi trong họ Tachinidae.